# Saint-Martin-Don
Saint-Martin-Don (Ausspracheⓘ) ist eine ehemalige französische Gemeinde mit 223 Einwohnern (Stand 1. Januar 2022), den Saint-Martindonais, im Département Calvados in der Region Normandie.
Am 1. Januar 2016 wurde Saint-Martin-Don im Zuge einer Gebietsreform zusammen mit 19 benachbarten Gemeinden, die wie Saint-Martin-Don alle dem aufgelösten Gemeindeverband Bény-Bocage angehörten, als Ortsteil in die neue Gemeinde Souleuvre en Bocage eingegliedert.

## Geografie
Saint-Martin-Don liegt rund zwölf Kilometer nordnordwestlich von Vire-Normandie. Im Norden begrenzt die Vire das Ortsgebiet.

## Bevölkerungsentwicklung
| Jahr                             | 1793 | 1836 | 1876 | 1926 | 1946 | 1968 | 1990 | 2013 |
| Einwohner                        | 742  | 581  | 523  | 374  | 357  | 275  | 225  | 260  |
| Quelle: Cassini, EHESS und INSEE |      |      |      |      |      |      |      |      |

## Sehenswürdigkeiten
- Kirche Saint-Martin aus dem 17. Jahrhundert; eine Gruppe Skulpturen im Inneren ist seit 1933 als Monument historique klassifiziert[3]